# Enric EZ

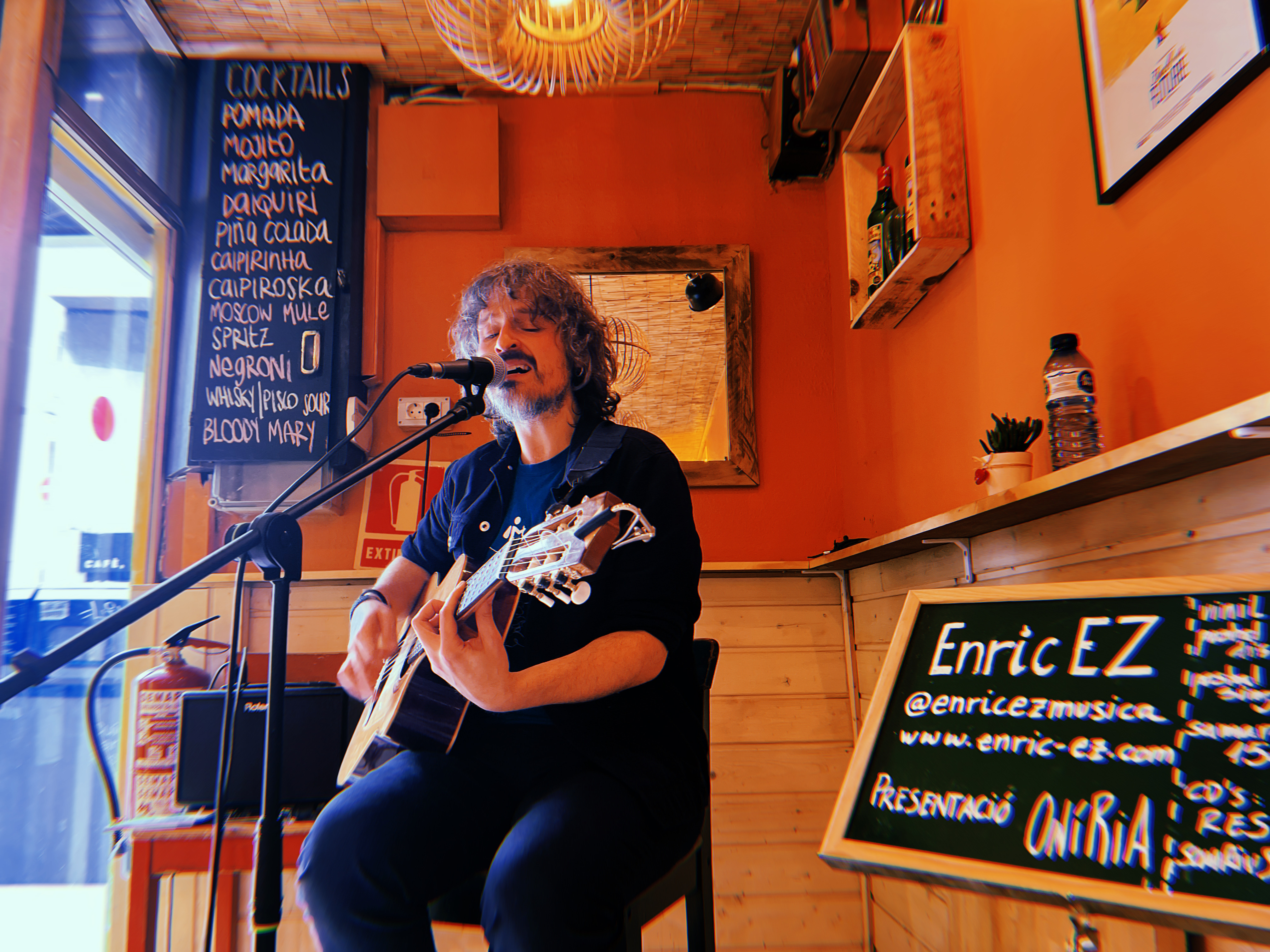
“Enric EZ en concert a Barcelona, 2024”

Enric EZ és el nom artístic dEnric Gómez (Barcelona, 15 de març de 1984), músic, compositor, productor i multiinstrumentista català. Ha desenvolupat una trajectòria independent amb diversos àlbums en solitari i col·laboracions amb altres artistes del panorama català.
== Biografia == 
Es va formar musicalment a l'Escola de Música del Guinardó i posteriorment va estudiar baix i guitarra a l’escola Passatge. És titulat superior en Jazz i Música Moderna pel Conservatori del Liceu i va cursar estudis de Sonologia a l’ESMUC.
Ha treballat com a compositor i productor musical per a televisió (programació de TV3 com Emprenedors, Fora de carta o Joc de cartes), teatre (Julia Smells de Jordi Casanova) i publicitat.

## Trajectòria artística

### Projectes propis
Llança el seu primer disc en solitari el 2017 amb *Som rius*, seguit de *яeƨ* (2021) , *Oníria* (2023) i diversos senzills com *Podríem* (2024). Les seves cançons tracten temes com l’autoexploració, la memòria i el paisatge interior, amb produccions casolanes i experimentals.
=== Discografia === 
- Som rius (2017)
- яeƨ (2021)
- Oníria (2023)
- Podríem (senzill, 2024)

### Senzills destacats
- “Res” (2020)
- “Origen” (2020)[4]
- “Viatge” (2023)[5]
- "Podríem" (2024)[6]

## Produccions i col·laboracions
Ha col·laborat amb músics com Estanislau Verdet, Roger Puig, Karol Green, Ana Navarro, Micu i Last Lion, fent tasques de producció, gravació i arranjaments. També ha treballat en projectes col·lectius com Se Atormenta una Vecina o La Fundación Tony Manero.

## Estil i reconeixement
El seu estil es mou entre la cançó d'autor i l’experimentació sonora, combinant textures orgàniques amb sons electrònics i objectes quotidians. Ha estat destacat per revistes com Enderrock per la seva originalitat i capacitat expressiva.